# Neotrichiorhyssemus umbilicatus
Neotrichiorhyssemus umbilicatus är en skalbaggsart som beskrevs av Rudolph Petrovitz 1968. Neotrichiorhyssemus umbilicatus ingår i släktet Neotrichiorhyssemus och familjen Aphodiidae. Inga underarter finns listade i Catalogue of Life.